# Mino (Gifu)
Mino (jap. 美濃市, -shi) ist eine Stadt in der japanischen Präfektur Gifu.

## Geschichte
Die Stadt Mino wurde am 1. April 1954 gegründet und hieß zuvor Mujiri-gun Kurichi-cho, beziehungsweise Kōzuchi.
Chiune Sugihara (jap. 杉原 千畝) soll am 1. Januar 1900 in Kōzuchi (heute: Mino), geboren worden sein. Er war ein japanischer Diplomat, der als Konsul des japanischen Kaiserreiches in Litauen während des Zweiten Weltkrieges Tausende von Juden rettete. Er wurde als „Japanischer Schindler“ bekannt.
Die japanische Stadt Yaotsu behauptet hingegen, dass sie der Geburtsort von Chiune Sugihara sei und beantragt die Registrierung als Weltdokumentenerbe bei der UNESCO für seine Leistung, aber bei der Beantragung tauchten Zweifel am Geburtsort von Chiune auf, wonach es sich womöglich um Fälschungen hinsichtlich zweier handschriftlicher Notizen von Chiune handle.

## Geographie
Mino liegt nördlich von Nagoya und Gifu.
Der Fluss Nagara fließt durch die Stadt von Norden nach Süden.

## Sehenswürdigkeiten

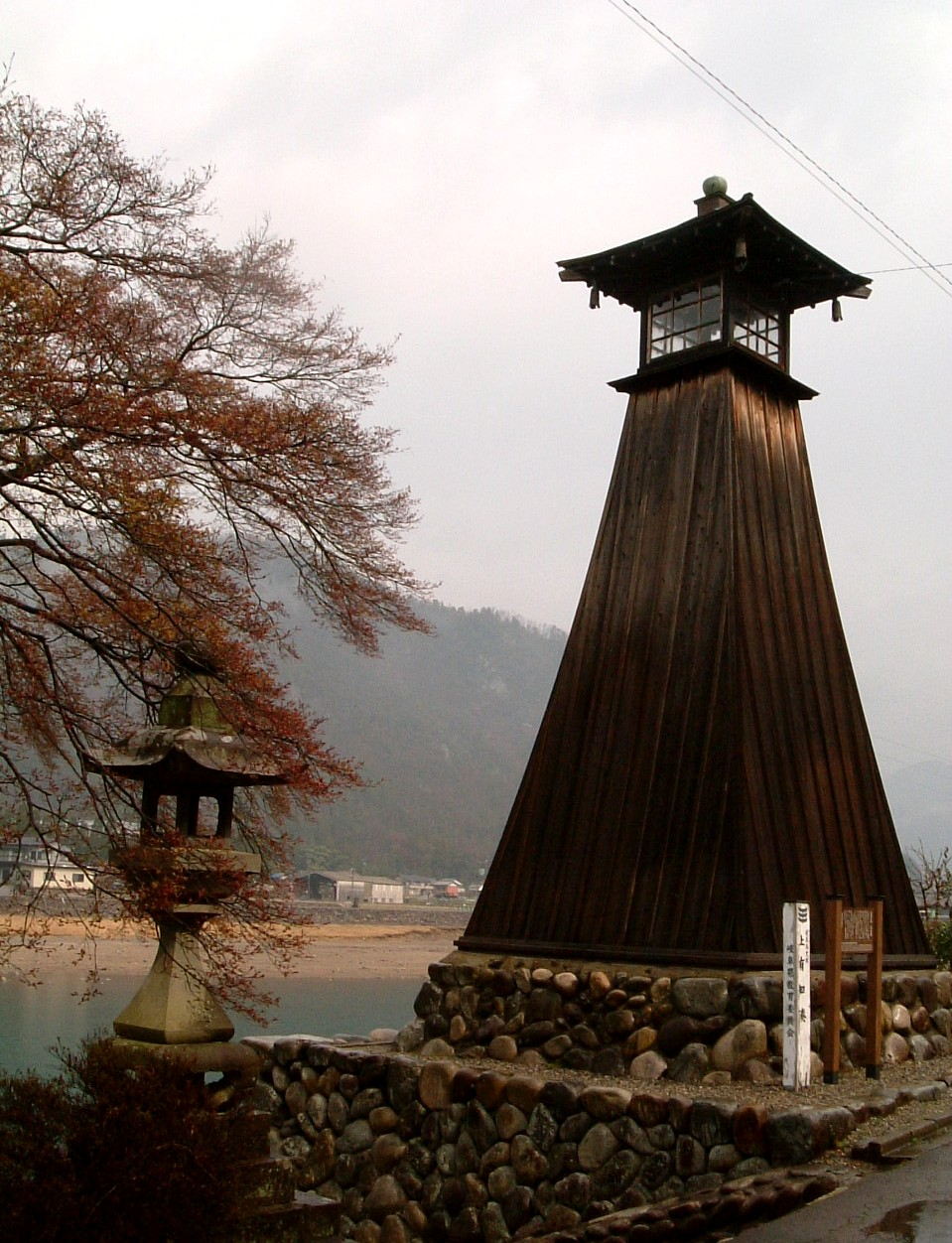
Leuchtturm des Kouzuchi-Hafens

Am Fluss Nagara liegt der Leuchtturm des Kouzuchi-Hafens (上有知湊, Kouzuchi minato).

## Verkehr
Mino liegt an der Tokai-Hokuriku-Autobahn und an der Nationalstraße 156 nach Takaoka. Der Ort wird durch die Bahnstrecke der Etsumi-nan-Linie erschlossen, die von Mino-Ōta durch das Nagara-Tal nach Hokunō führt. Von 1911 bis 1999 bestand die Meitetsu Minomachi-Linie, eine Überlandstraßenbahn nach Gifu.

## Angrenzende Städte und Gemeinden
Mino grenzt an Gujō und Seki (Gifu).

## Weblinks

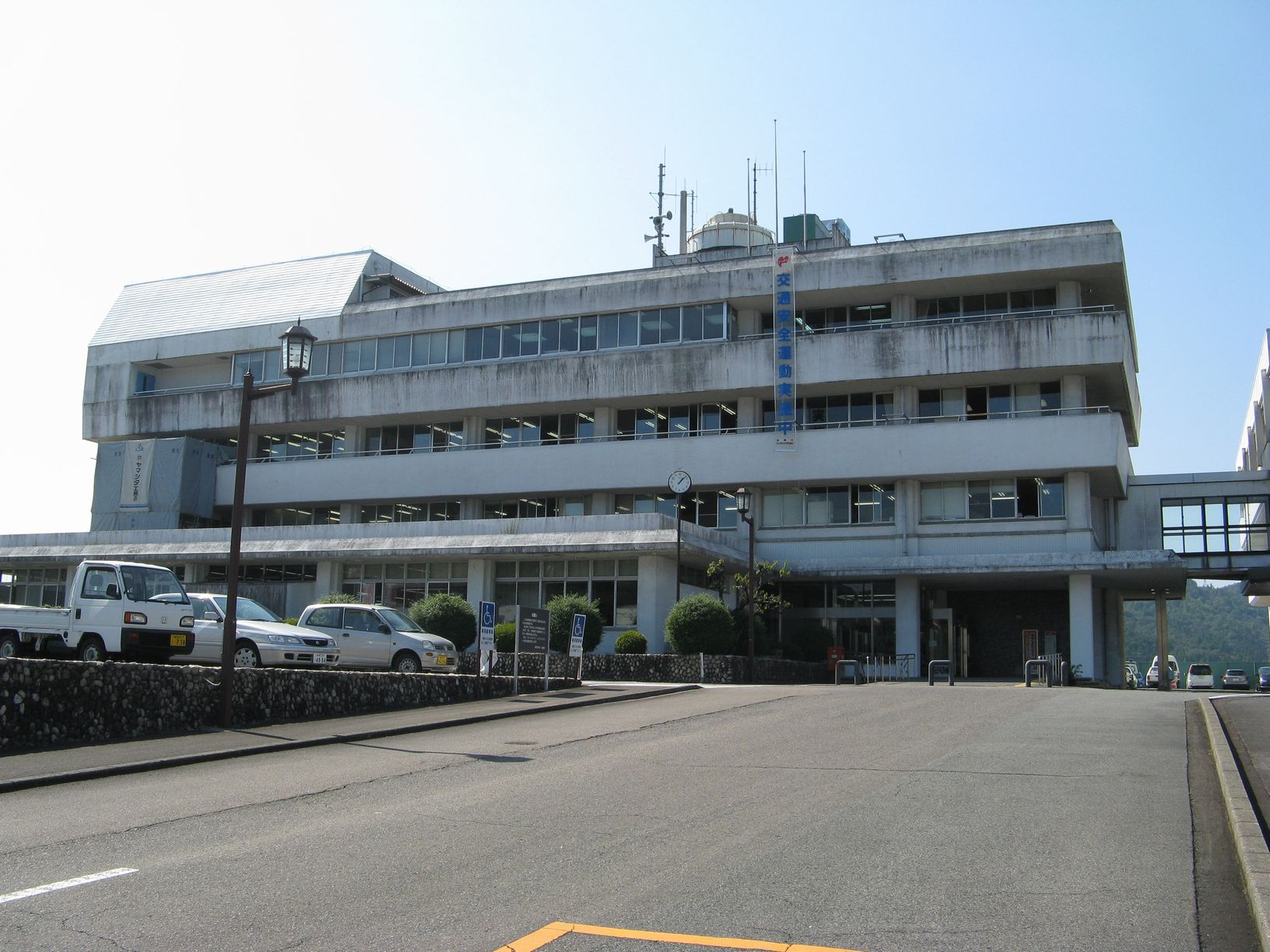
Rathaus